# Equipo de Copa Davis de Venezuela
El equipo de Copa Davis de Venezuela representa a Venezuela en las competencias de tenis internacionales conocida como Copa Davis

## Frente a Frente
| Enfrentamientos ganados   | Enfrentamientos ganados |
| ------------------------- | ----------------------- |
| El Salvador               | 5-0                     |
| Haití                     | 4-0                     |
| Guatemala                 | 4-0                     |
| Jamaica                   | 2-0                     |
| Paraguay                  | 4-2                     |
| Perú                      | 3-2                     |
| Bolivia                   | 1-0                     |
| Costa Rica                | 1-0                     |
| Puerto Rico               | 1-0                     |
| Enfrentamientos igualados |                         |
| Uruguay                   | 4-4                     |
| Cuba                      | 1-1                     |
| Enfrentamientos perdidos  |                         |
| República Dominicana      | 1-2                     |
| Chile                     | 1-2                     |
| Argentina                 | 2-3                     |
| Colombia                  | 4-5                     |
| Ecuador                   | 5-6                     |
| Bahamas                   | 3-5                     |
| Brasil                    | 1-5                     |
| Canadá                    | 2-6                     |
| México                    | 1-7                     |
| Estados Unidos            | 0-6                     |

## Historia
Venezuela alcanzó la final del Grupo Americano en 1960 y 1963, y más recientemente, también las eliminatorias del Grupo Mundial en 1995 y 2002. El venezolano Jorge Andrew protagonizó el partido de Copa Davis con más número de juegos en individuales: 100, perdiendo contra el canadiense Harry Fritz 16-14 11-9 9-11 4-6 11-9 en 1982.

## Plantel actual
| Jugador                | Individuales | Dobles | Total  |
| ---------------------- | ------------ | ------ | ------ |
| Roberto Maytín         | 0 - 1        | 7 - 3  | 7 - 4  |
| Luis David Martínez    | 4 - 5        | 9 - 2  | 13 - 7 |
| Ricardo Rodríguez-Pace | 12 - 4       | 0 - 1  | 12 - 5 |
| Miguel Angel Este      | 1 - 1        | 0 - 0  | 1 - 1  |

## Últimos Resultados
| Años    | Equipo                    | Resultado                 | Equipo           | Resultado        | Equipo | Resultado |
| ------- | ------------------------- | ------------------------- | ---------------- | ---------------- | ------ | --------- |
| 2020-21 | Play-offs Grupo Mundial I | Play-offs Grupo Mundial I | Grupo Mundial II | Grupo Mundial II |        |           |
| 2020-21 | Nueva Zelanda             | Perdió, 1-3               | Sudáfrica        | Perdió, 0-4      | -      | -         |

| 2019 Grupo 1 | Primera ronda         | Primera ronda       |                      |                     |                      |               |                       |
| 2019 Grupo 1 | Ecuador               | Perdió, 0-4         | -                    | -                   | -                    | -             |                       |
| 2018 Grupo 2 | Primera ronda         | Primera ronda       | Semifinal            | Semifinal           |                      |               | Se mantiene Grupo II  |
| 2018 Grupo 2 | Guatemala             | Ganó, 3-1           | Uruguay              | Perdió, 1-4         | -                    | -             | Se mantiene Grupo II  |
| 2017 Grupo 2 | Primera ronda         | Primera ronda       | Semifinal            | Semifinal           | Final                | Final         | Se mantiene Grupo II  |
| 2017 Grupo 2 | Bahamas               | Ganó, 5-0           | El Salvador          | Ganó, 3-2           | Barbados             | Perdió, 2-3   | Se mantiene Grupo II  |
| 2016 Grupo 2 | Primera ronda         | Primera ronda       | Semifinal            | Semifinal           | Final                | Final         | Se mantiene Grupo II  |
| 2016 Grupo 2 | Paraguay              | Ganó, 5-0           | El Salvador          | Ganó, 3-2           | Perú                 | Perdió, 2-3   | Se mantiene Grupo II  |
| 2015 Grupo 2 | Primera ronda         | Primera ronda       | Semifinal            | Semifinal           | Final                | Final         | Se mantiene Grupo II  |
| 2015 Grupo 2 | Costa Rica            | Ganó, 5-0           | El Salvador          | Ganó, 3-2           | Chile                | Perdió, 0-3   | Se mantiene Grupo II  |
| 2014 Grupo 1 | 2.ª Ronda play-offs   | 2.ª Ronda play-offs | 1.ª Ronda play-offs  | 1.ª Ronda play-offs | Primera ronda        | Primera ronda | Desciende al Grupo II |
| 2014 Grupo 1 | Uruguay               | Perdió, 1-4         | BYE                  | -                   | Ecuador              | Perdió, 2-3   | Desciende al Grupo II |
| 2013 Grupo 2 | Primera ronda         | Primera ronda       | Semifinal            | Semifinal           | Final                | Final         | Ascienda al Grupo I   |
| 2013 Grupo 2 | Guatemala             | Ganó, 4-1           | Perú                 | Ganó, 4-1           | El Salvador          | Ganó, 3-1     | Ascienda al Grupo I   |
| 2012 Grupo 2 | Primera ronda         | Primera ronda       | Semifinal            | Semifinal           | Final                | Final         | Se mantiene Grupo II  |
| 2012 Grupo 2 | Puerto Rico           | Ganó, 5-0           | República Dominicana | Perdió, 1-3         | -                    | -             | Se mantiene Grupo II  |
| 2011 Grupo 2 | Primera ronda         | Primera ronda       | Semifinal            | Semifinal           | Final                | Final         | Se mantiene Grupo II  |
| 2011 Grupo 2 | Haití                 | Ganó, 3-2           | Paraguay             | Perdió, 1-3         | -                    | -             | Se mantiene Grupo II  |
| 2010 Grupo 2 | Primera ronda         | Primera ronda       | Semifinal            | Semifinal           | Final                | Final         | Se mantiene Grupo II  |
| 2010 Grupo 2 | Bolivia               | Ganó, 4-1           | Perú                 | Ganó, 3-1           | México               | Perdió, 1-4   | Se mantiene Grupo II  |
| 2009 Grupo 2 | Primera ronda         | Primera ronda       | Semifinal            | Semifinal           | Final                | Final         | Se mantiene Grupo II  |
| 2009 Grupo 2 | Antillas Neerlandesas | Ganó, 4-1           | México               | Ganó, 3-2           | República Dominicana | Perdió, 2-3   | Se mantiene Grupo II  |
| 2008 Grupo 2 | Play-offs             | Play-offs           | Primera ronda        | Primera ronda       |                      |               | Se mantiene Grupo II  |
| 2008 Grupo 2 | El Salvador           | Ganó, 4-1           | Bahamas              | Perdió, 1-4         | -                    | -             | Se mantiene Grupo II  |
| 2007 Grupo 1 | 2.ª Ronda play-offs   | 2.ª Ronda play-offs | 1.ª Ronda play-offs  | 1.ª Ronda play-offs | Primera ronda        | Primera ronda | Desciende al Grupo II |
| 2007 Grupo 1 | Colombia              | Perdió, 1-4         | México               | Perdió, 0-5         | Perú                 | Perdió, 2-3   | Desciende al Grupo II |
| 2006 Grupo 1 | 2.ª Ronda play-offs   | 2.ª Ronda play-offs | 1.ª Ronda play-offs  | 1.ª Ronda play-offs | Primera ronda        | Primera ronda | Se mantiene Grupo I   |
| 2006 Grupo 1 | Ecuador               | Ganó, 5-0           | Canadá               | Perdió, 2-3         | México               | Perdió, 1-4   | Se mantiene Grupo I   |
| 2005 Grupo 1 |                       |                     | Primera ronda        | Primera ronda       | Final                | Final         | Se mantiene Grupo I   |
| 2005 Grupo 1 | -                     | -                   | Perú                 | Ganó, 4-1           | Canadá               | Perdió, 0-4   | Se mantiene Grupo I   |
| 2004 Grupo 1 |                       |                     | 1.ª Ronda play-offs  | 1.ª Ronda play-offs | Primera ronda        | Primera ronda | Se mantiene Grupo I   |
| 2004 Grupo 1 | -                     | -                   | Brasil               | Ganó, 3-2           | Paraguay             | Perdió, 1-4   | Se mantiene Grupo I   |